# Justizanstalt Krems

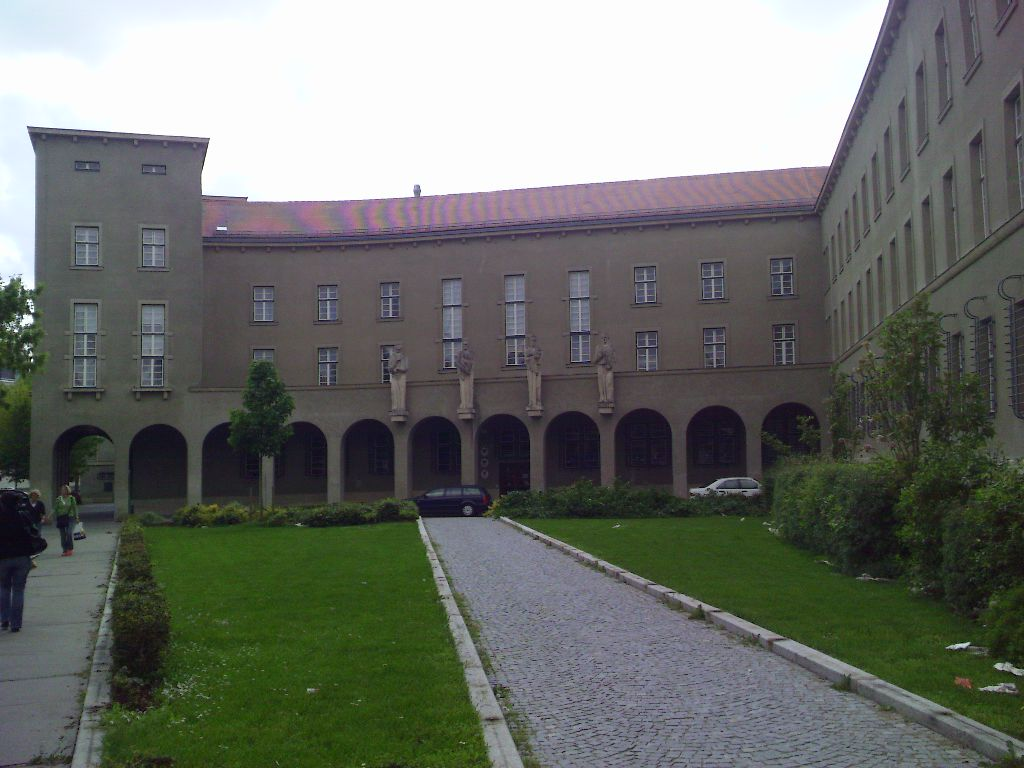
Vorderseite des Gerichtsgebäudes in Krems

Die Justizanstalt Krems ist ein gerichtliches Gefangenenhaus, das dem Landesgericht der niederösterreichischen Stadt Krems organisationszugehörig ist. Das Gefängnis ist eine von zwei Hafteinrichtungen im Gemeindegebiet der Statutarstadt Krems, da in diesem auch noch die Justizanstalt Stein als Strafvollzugsanstalt existiert.
Als Gerichtshofgefängnis ist die Justizanstalt zuständig für die Aufnahme von männlichen und weiblichen Strafgefangenen, deren Gesamthaftzeit 18 Monate nicht übersteigt sowie für die Unterbringung von Untersuchungshäftlingen für den Gerichtssprengel. Insgesamt verfügt das Gefängnis über eine Belagsfähigkeit von 120 Haftplätzen. Am Stichtag 30. August 2007 waren davon 107 belegt, was einer Gesamtauslastung von 89,17 % entsprach.